# Толис-хан Шибоби
Толис-хан Шибоби (кит. упр. 突利可汗, пиньинь tulikehan, устар. Тули-хан; личное имя кит. упр. 阿史那什缽苾, пиньинь ashina shibobi — Ашина Шибоби) — хан восточного аймака тюркского каганата с 603 по 631 год.

## Биография
Сын Шабир-хана, женился на суйской принцессе Хуайнань. В 603 назначен на пост Толос-хана, это был самый восточный аймак каганата, под его управлением находились кидани и мохэ. Свою ставку он расположил севернее Ючжоу. В 624 Шибоби встречался с Ли Шиминем и заключил с ним союз. Постепенно отношения Шибоби с подчинёнными племенами испортились из-за беззаконных податей, которые он собирал. Племена Сйеяньто, Хи и Си бежали в Китай. В 627 году отправил войско, чтобы подавить мятеж, но войско было разбито. Разгневанный каган посадил Толис-хана под стражу и наказал палками, но вскоре простил. В 628 Шибоби откололся от орды перекочевал к границам Китая. Каган безуспешно пытался вернуть его. В Китае Шибоби был награждён княжеским титулом, военным званием и получил 700 дворов для содержания.
Когда в 630 каганат был уничтожен, Ли Шиминь объявил, что несмотря на все заслуги Шибоби, он не сделает его каганом, чтобы не было новой войны тюрок с китайцами, и велел возвращаться в свой аймак. По дороге, около Бинчжоу, Шибоби умер. Его сын Хэлоху стал Толис-ханом.